# Японізм

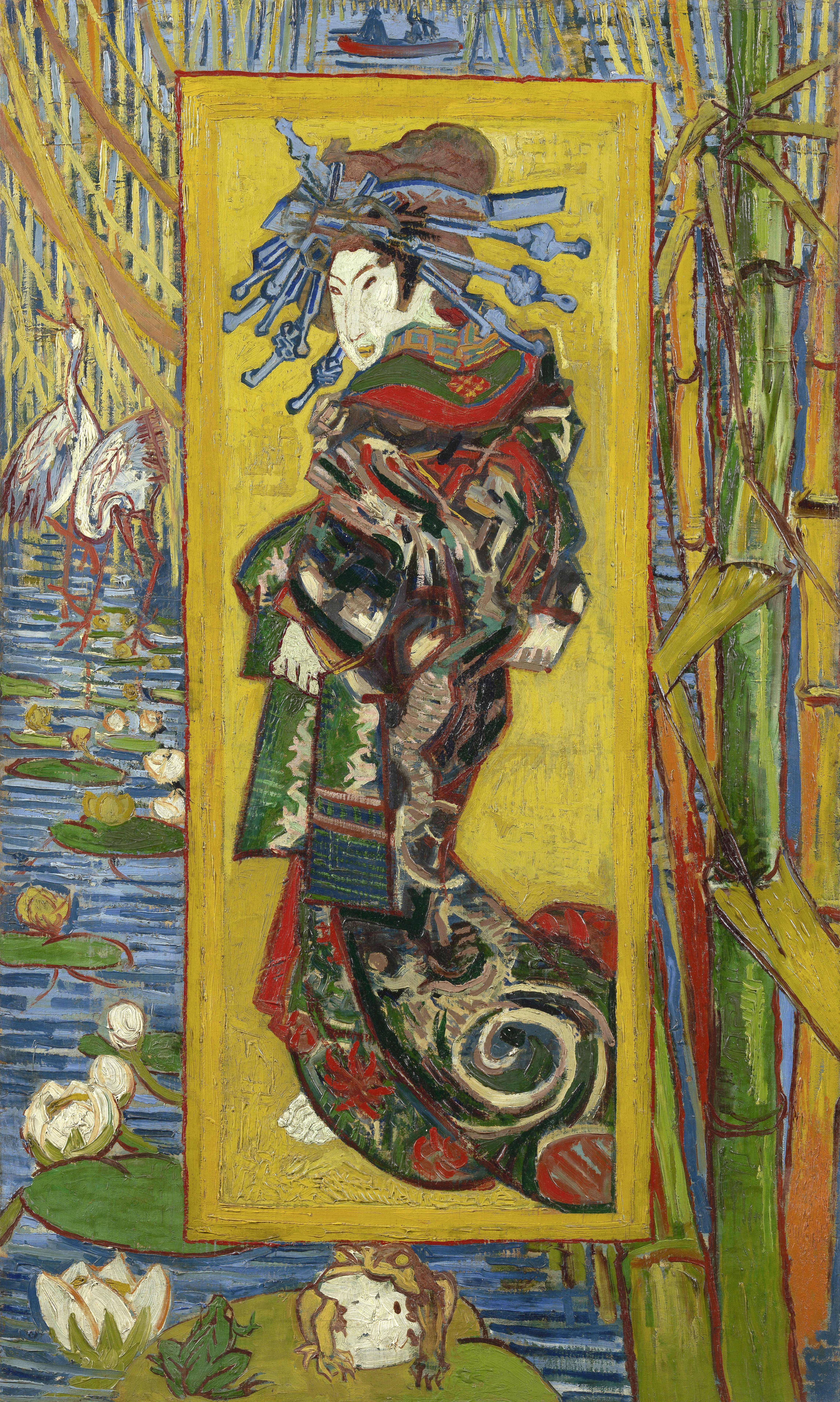
Вінсент ван Гог «Куртизанка»

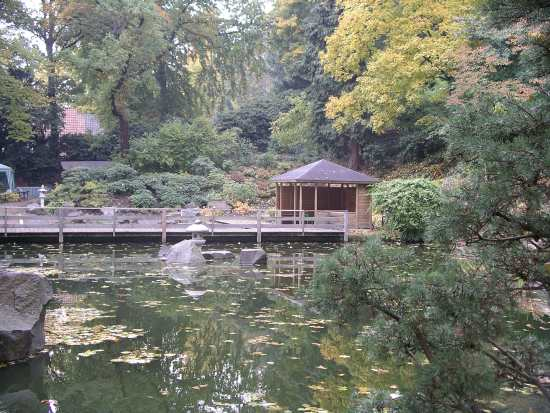
Японський сад у Кайзерслаутерні (ФРН)

Японізм (від фр. Japonisme) — напрям у європейському мистецтві XIX століття, що склався під впливом японської кольорової ксилографії (укійо-е) і художніх ремесел. Мотиви, техніка і подача кольору в японському мистецтві відбилося на творчості таких знаменитих європейських митців, як Мане, Гоген, ван Гог та решти імпресіоністів. Значний вплив японізм мав також на мистецтво стилю модерн і на кубізм.

## З історії
Після «відкриття» європейцями Японії у 1855 році японські товари і твори мистецтва у великій кількості починають завозитись до Європи та Америки, й незабаром привертають увагу й знаходять справжніх пошановувачів. Так, під час проведення Всесвітніх виставок у Лондоні (1864) та Парижі (1867) були продемонстровані зразки японської кольорової гравюри й різноманітні кустарні вироби (порцеляна, кімоно, ширми, лаковані вироби тощо).
А 1883 року в своєму саду в Живерні Клод Моне будує «японський» дерев'яний місток.
Загалом і решта представників імпресіонізму шукали в японській кольоровій гравюрі натхнення й потрібні їм засоби виразності для своєї творчості. Європейські майстри, зокрема, перейняли різні форми композиції, приміром, зображення окремо стоячої людини (речі) — ніби «обрізаного» рамкою картини об'єкта; або зображення фігури, яка стоїть на передньому плані полотна; асиметрична побудова картини; вкрай заглиблені у далечінь діагоналі; «заґратовані» картини за допомогою дерев та іншого. Так, серії кольорової графіки Хокусая (наприклад, «Тридцять шість видів Фудзі») були зразком для серійних робіт французів Сезанна і Моне.
Вплив японської графіки виявився доволі суттєвим у творчості нідерландського художника Вінсента ван Гога. Так, у своїх трьох картинах митець копіює японські кольорові гравюри, або відтворює їх у олійному живописі. Ці роботи демонструють бажання художника проникнути в таємниці японського мистецтва. На основі японської гравюри пером ван Гог, вивчивши 15-томну манга (зібрання ескізів) Хокусая, розвинув свою ритмічну «точка-тире» структуру живопису, перенесену ним потім на олійний живопис.
У Британії найважливішим представником японізму вважається Джеймс Вістлер, американський художник, що жив і працював там. Останній у своєму наслідуванні японського стилю зайшов настільки далеко, що зазнав різкої критики з боку англійської художньої журналістики, що завершилось судовим процесом, виграним художником.
Відчутним впливом японізму позначений також розвиток у Європі мистецтва модерну з його акцентуванням на орнаменталістику, довільне використання нечітких і нерівних форм, зокрема яскраво цей вплив проявився у творчості представників групи Віденської сецесії. Так, австрійський митець Густав Клімт зібрав багату колекцію японських кімоно і тканяних завіс театру но, і потому переробляв японські орнаментально-абстрактні візерунки на текстилі у композиції для своїх полотен; прихильником японізму був також і чесько-австрійський художник Еміль Орлик.
Окремим напрямом у наслідуванні японських традицій стала організація японських садів або переобладнання під «японські» окремих ділянок у існуючих паркових комплексах у європейських містах.
Саме з тодішнім австро-угорським мистецтвом пов'язані окремі прояви японізму, в першу чергу, як явища модного (для свого часу), на території сучасної України. Так, унікальним залишається інтер'єр панської оселі в японському стилі (дракони, квіти і птахи, гейша з парасолькою, стилізації ієрогліфічних написів) у палацовій садибі в Самчиках на Хмельниччині (нині Державний історико-культурний заповідник «Самчики»).